# Chelsea Football Club 1967-1968
Questa voce raccoglie le informazioni riguardanti il Chelsea Football Club nelle competizioni ufficiali della stagione 1967-1968.

## Stagione
Il campionato inglese inizia il 19 agosto 1967 e il Chelsea comincia con un 1-0 contro il West Bromwich Albion, due 1-1 (contro Newcastle United e Fulham FC), un 1-5 contro il Newcastle, un 2-6 contro il Southampton, un 4-2 contro lo Sheffield United, un 1-3 contro il Liverpool, un 2-2 contro lo Stoke City, uno 0-3 contro il Nottingham Forest, un 1-1 contro il Coventry City, uno 0-7 contro il Leeds United. I Blues in seguito ottengono un 1-1 contro l'Everton, un 2-2 contro il Leicester City, un 1-3 contro il West Ham United, un 1-1 contro il Burnley, un 3-0 contro lo Sheffield Wednesday, uno 0-2 contro il Tottenham Hotspur, un 1-1 contro il Manchester United, un 3-2 contro il Sunderland AFC, uno 0-3 contro il West Bromwich, un 2-2 contro il Fulham, un 2-1 all'andata e un 11 al ritorno contro l'Arsenal, un 5-3 contro il Southampton, 1-0 contro Stoke e Nottingham. Dopo un 1-2 contro il Coventry, il Chelsea batte 3-1 il Liverpool e il Manchester United, ottiene un 4-1 contro il Leicester, uno 0-0 contro il Leeds, un 1-0 contro il West Ham, un 2-2 con lo Sheffield Wednesday, uno 0-1 contro il Manchester City, un 2-0 contro il Tottenham, un 1-0 contro il Manchester City, un 1-2 contro l'Everton, un 2-1 contro il Burnley, un 1-0 contro il Sunderland. Il campionato termina con un 1-0 all'andata e uno 0-3 al ritorno contro il Wolverhampton Wanderers e un 2-1 contro lo Sheffield United, che portano al raggiungimento del sesto posto finale.
Il Chelsea inizia l'FA Cup dal terzo turno, dove batte l'Ipswich Town 3-0, nel quarto turno vince 4-0 contro il Norwich City, nel quinto 2-0 lo Sheffield Wednesday e nel sesto vengono però sconfitti 0-1 dal Birmingham.
Il club londinese inizia la Football League Cup dal secondo turno, dove viene battuto 1-2 dal Middlesbrough, uscendo quindi dalla competizione.

## Maglie e sponsor
Nella stagione 1967-1968 del Chelsea non sono presenti né sponsor tecnici né main sponsor. La divisa primaria è costituita dalla maglia blu con colletto a girocollo, calzoncini e calzettoni blu. La divisa da trasferta è formata da una maglia gialla a girocollo, pantaloncini e calzettoni gialli.
| Casa | Trasferta |

## Rosa
Rosa e numerazione sono aggiornati al 31 maggio 1968.
| N. |                        | Ruolo | Calciatore      |
| -- | ---------------------- | ----- | --------------- |
|    | Inghilterra (bandiera) | P     | Peter Bonetti   |
|    | Inghilterra (bandiera) | D     | Geoff Butler    |
|    | Inghilterra (bandiera) | D     | Ron Harris      |
|    | Inghilterra (bandiera) | D     | Marvin Hinton   |
|    | Scozia (bandiera)      | D     | Stewart Houston |
|    | Scozia (bandiera)      | D     | Eddie McCreadie |
|    | Inghilterra (bandiera) | D     | Ken Shellito    |
|    | Scozia (bandiera)      | D     | Jim Thomson     |
|    | Inghilterra (bandiera) | D     | David Webb      |

| N. |                        | Ruolo | Calciatore      |
| -- | ---------------------- | ----- | --------------- |
|    | Inghilterra (bandiera) | C     | Alan Birchenall |
|    | Scozia (bandiera)      | C     | John Boyle      |
|    | Scozia (bandiera)      | C     | Charlie Cooke   |
|    | Scozia (bandiera)      | C     | Ian Hamilton    |
|    | Inghilterra (bandiera) | C     | John Hollins    |
|    | Inghilterra (bandiera) | A     | Tommy Baldwin   |
|    | Inghilterra (bandiera) | A     | Peter Houseman  |
|    | Inghilterra (bandiera) | A     | Peter Osgood    |
|    | Inghilterra (bandiera) | A     | Bobby Tambling  |

## Calciomercato
| Arrivi | Arrivi          | Arrivi        | Arrivi   |
| R.     | Nome            | da            | Modalità |
| ------ | --------------- | ------------- | -------- |
| C      | Alan Birchenall | Sheffield Utd | ?        |

| Partenze | Partenze     | Partenze    | Partenze |
| R.       | Nome         | a           | Modalità |
| -------- | ------------ | ----------- | -------- |
| D        | Joe Kirkup   | Southampton | ?        |
| D        | Allan Harris | QPR         | ?        |
| A        | Tony Hateley | Liverpool   | ?        |

## Statistiche

### Statistiche di squadra
| Competizione        | Punti | Totale | Totale | Totale | Totale | Totale | Totale |
| Competizione        | Punti | G      | V      | N      | P      | Gf     | Gs     |
| ------------------- | ----- | ------ | ------ | ------ | ------ | ------ | ------ |
| Campionato          | 48    | 42     | 18     | 12     | 12     | 62     | 68     |
| FA Cup              | -     | 4      | 3      | 0      | 1      | 9      | 1      |
| Football League Cup | -     | 1      | 0      | 0      | 0      | 1      | 2      |
| Totale              | -     | 47     | 21     | 12     | 13     | 72     | 71     |